# Cochylimorpha peucedana
Cochylimorpha peucedana is een vlinder uit de familie bladrollers (Tortricidae). De wetenschappelijke naam is voor het eerst geldig gepubliceerd in 1889 door Ragonot.
De soort komt voor in Europa.